# Miriam Shor

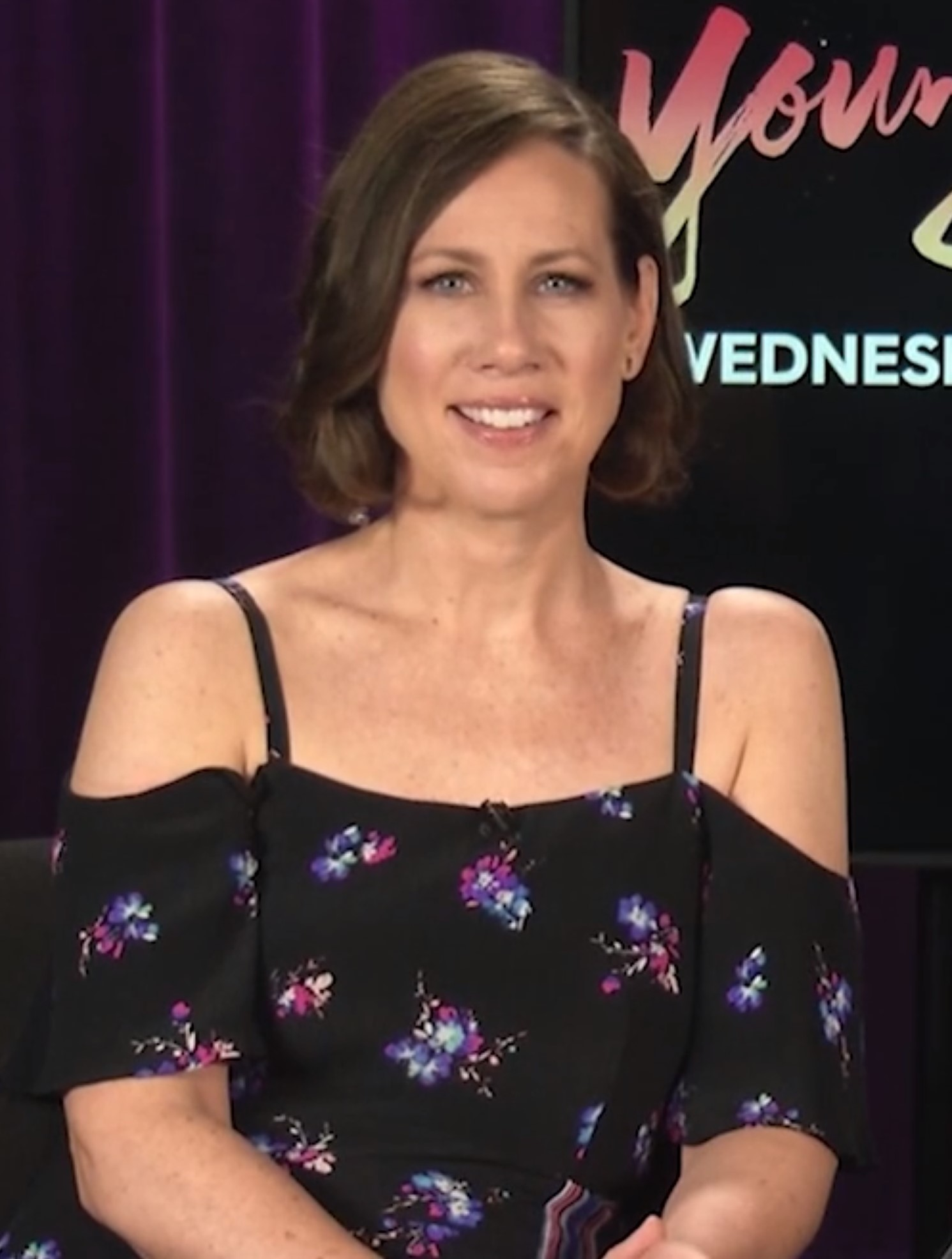
Miriam Shor, 2017

Miriam Shor (* 25. Juli 1971 in Minneapolis, Minnesota) ist eine US-amerikanische Schauspielerin.

## Leben
Miriam Shor gab ihr Filmdebüt im Jahr 1999 in Entropy. Schon kurz darauf folgte eine Nebenrolle in der Komödie Teuflisch.
2007 übernahm sie eine Rolle für einen einmaligen Auftritt in der Serie Criminal Intent. Im gleichen Jahre besprach sie auch das Computerspiel BioShock.

## Filmografie (Auswahl)
- 1999: Entropy
- 1999: Flushed
- 1999: Snow Days
- 2000: Teuflisch (Bedazzled)
- 2001: Hedwig and the Angry Inch
- 2002: Set Set Spike
- 2003: Second Born
- 2004: Lbs.
- 2005: Pizza
- 2006: Shortbus
- 2006: My Name is Earl (Fernsehserie, 1 Folge)[1]
- 2006–2007: Big Day (Fernsehserie, 12 Folgen)
- 2007: The Cake Eaters
- 2007–2010: Damages – Im Netz der Macht (Damages, 5 Folgen)
- 2008: Puppy Love
- 2008: Swingtown (Fernsehserie, 13 Folgen)
- 2011: Mildred Pierce (Miniserie)
- 2012: GCB (Fernsehserie, 10 Folgen)
- 2012: That’s What She Said
- 2012–2015: Good Wife (The Good Wife, Fernsehserie, 6 Folgen)
- 2014: Ruth & Alex – Verliebt in New York (5 Flights Up)
- 2015: Puerto Ricans in Paris
- 2015: Jessica Jones
- 2016: Elementary (Fernsehserie,1 Folge)
- 2015–2021: Younger (Fernsehserie)
- 2017: Broad City (Fernsehserie,1 Folge)
- 2018: Marvel’s Jessica Jones (Fernsehserie, 1 Folge)
- 2018: The Americans (Fernsehserie, 6 Folgen)
- 2020: Lost Girls
- 2020: Before/During/After
- 2020: The Midnight Sky
- 2023: Guardians of the Galaxy Vol. 3
- 2023: Maestro
- 2023: Amerikanische Fiktion (American Fiction)
- 2024: Before (Fernsehserie, 4 Folgen)